# Heinrich Klemm
Heinrich Klemm, född 19 september 1819 i Altfranken nära Dresden i Sachsen, död 1886, var en tysk skräddare, bokförläggare och boksamlare. Han var en nästan 17 år yngre bror till kulturhistorikern och bibliotekarien Gustav Klemm.
Som föräldralös sattes Klemm 1833 i lära till skräddare, men efter att ha avlagt lärlingsprov grundade han av kunskapslängtan ett bokförlag i Dresden. Som första produkt utgav han sin egen Lärobok i den högre beklädningskonsten (1846). Den har utkommit i mer än 50 upplagor och översatts till flera språk, även svenska (1853-1854). Senare utgav han också Europäische Modenzeitung, ett modemagasin som blev populärt och också utkom på flera språk. Runt denna tidning grundades också en Europäische Modeakademie.
De goda intäkterna från förlagsrörelsen gjorde det möjligt för honom att börja samla böcker. Hans 2000 band, däribland flera inkunabler och Gutenbergs Bibel, gick under namnet Klemms Museum. Samlingen inköptes vid hans död av kungariket Sachsen för 400.000 mark och utgjorde grunden för Buchgewerbemuseum (bokhantverksmuseet) i Leipzig, idag under namnet Deutsches Buch- und Schriftmuseum som är en del av Tyska nationalbiblioteket i Leipzig, med undantag av de beslag som den sovjetiska ockupationsmakten gjorde vid slutet av andra världskriget.

## Skrifter
- Vollständiges Handbuch der höhern Bekleidungskunst : für Civil, Militär und Livree : nach den Anforderungen des neuesten Standpunktes der mathematischen Zuschneidekunst, sowie der verschiedenen Geschmacksrichtungen in der modernen Kleidung zum Selbstunterrichte bearbeitet (1846; 26:e upplagan 1869; 52:a upplagan omkring 1920)
  - Svensk översättning av J. F. Lange, Fullständig lärobok i den högre beklädnads-konsten för civil och uniformer : grundad på trigonometrisk mätning af kroppen och med speciellt hänseende till missbildad växt, till tjenst för konstens idkare (1853-1854, baserad på 7:e tyska upplagan)
- Versuch einer Urgeschichte des Kostüms mit Beziehung auf das allgemeine Culturleben der ältesten Völker der Erde. Mit Abbildungen nach Denkmälern der Vorzeit (1860), digitaliserad av Modetheorie.de
- Die menschliche Kleidung vom Standpunkte der Gesundheitspflege und Ästhetik. Wichtige Mahnungen und Aufschlüsse über bisher wenig erkann-te Thatsachen und Erscheinungen (1860)
- Aesthetik der Damen- und Herren-Toilette. Vollständige Regeln der wahren Schönheit, des feineren Geschmacks und der Farbenharmonie in Kleidung, Putz und Schmuck (1860)
- Die gesammte Kinder-Garderobe. Eine vollständige Belehrung über Zuschnitt und Anfertigung der geschmackvollsten Knaben- und Mädchen-Anzüge (1876)
- Unterricht im Arrangement der Damen-Toilette vom Standpunkt der Kleider-Ästhetik und der Farben-Harmonie (1876)
- Die Geistlichen Gewänder katholischer und evangelischer Konfession in mathematisch genauen Schnitt-Zeichnungen dargestellt' (1881)
- Neues Trigonometrisches Zuschnitt-System für Herren-Bekleidung : zur Selbstübung sowohl im einfachen formenzeichnen nach dem Reductions-Maßstabe, als in der unmittelbaren Ausstellung der Schnitte nach den am Körper genommenen Maßen (okänt år), tillsammans med F. A. Schmidt
- Catalog der Ausstellung seltener kirchenhistorischer Manuscripte und Druckwerke. : (31. Oct. bis 11. Nov. 1883.)... veranstaltet vom Verein Dresdner Buchhändler (1883)
- Beschreibender Catalog des Bibliographischen Museums (1884)
- Johann Gutenbergs erste Buchdruck-Presse vom Jahre 1441. Wieder aufgefunden bei einem Neubau im ehemaligen Gutenberg'schen Druckhause zu Mainz am 22. März 1856 (1884)
- Katalog des Museum Klemm, erste und zweite Abtheilung : ausgestellt in dem Deutschen Buchgewerbe-Museum zu Leipzig im großen Saale der Buchhändlerbörse ; erste Abtheilung: das Bücherwesen vor Gutenbergs Zeit, zweite Abtheilung: Druckwerke aus den achtzehn frühesten Druckorten (1885)